# سازونشین گوآدالوپه
سازونشین گوآدالوپه (نام علمی: Junco hyemalis insularis) نام یک گونه از گونه سازونشین چشم‌تیره است.